# Antrobia
Antrobia is een geslacht van weekdieren uit de klasse van de Gastropoda (slakken).

## Soort
- Antrobia culveri Hubricht, 1971